# Сайдалієв Сайфулла Довірович
Сайфулла Довірович Сайдалієв (нар. 1934, тепер Узбекистан) — радянський узбецький державний діяч, хокім Ташкентської області, 1-й секретар Ташкентського обласного комітету КП Узбекистану. Депутат Верховної ради Узбецької РСР 11—12-го скликань.

## Життєпис
Член КПРС.
На 1976 рік — 2-й секретар Янгіюльського районного комітету КП Узбекистану.
У 1981—1986 роках — 1-й секретар Орджонікідзевського районного комітету КП Узбекистану Ташкентської області.
У 1989 — липні 1991 року — голова виконавчого комітету Ташкентської обласної ради народних депутатів.
Одночасно, з 1990 по липень 1991 року — заступник голови Ташкентської обласної ради народних депутатів.
19 липня — 14 вересня 1991 року — 1-й секретар Ташкентського обласного комітету КП Узбекистану.
У липні 1991 — 1992 року — голова Ташкентської обласної ради народних депутатів.
8 лютого 1992 — 9 грудня 1993 року — хокім Ташкентської області.
З грудня 1993 року — на пенсії.

## Нагороди
- два ордени Трудового Червоного Прапора (1976, 1981)
- медалі